# Руда (Владимирский район)
Руда (укр. Руда) — село в Овадновской сельской общине Владимирского района Волынской области Украины.
До 2020 года входило в Турийский район. Население в 2018 году составляло 34 человека.
Код КОАТУУ — 0725580803. Население по переписи 2001 года составляет 62 человека. Почтовый индекс — 44836. Телефонный код — 3363. Занимает площадь 0,387 км².